# چطوری… عشق
چطوری… عشق (به هندی: Kaise Kahoon Ke... Pyaar Hai) فیلمی است محصول سال ۲۰۰۳ و به کارگردانی آنیل کومار شارما است. در این فیلم بازیگرانی همچون آمیت هینگورانی، شاربانی موکرجی، درمندرا، فریده جلال، آلوک نات، شاکتی کاپور، جانی لور، سانی دئول ایفای نقش کرده‌اند.